# Жемчужина
Жемчу́жина (до 1948 року — Чоти́; крим. Çotı) — село Білогірського району Автономної Республіки Крим.
Центр Жемчужинської сільської ради.
Відстань від райцентру до населеного пункта становить 25 кілометрів по прямій.